# Bloodlands
Bloodlands és una mini sèrie de televisió britànica de ficció criminal i policíaca britànica creada per Chris Brandon i desenvolupada per HTM Television, una empresa conjunta entre Hat Trick Productions i el productor Jed Mercurio. La sèrie està formada per només quatre capítols i es va emetre al canal BBC One el 21 de febrer de 2021. La sèrie ha estat renovada per a fer una segona temporada el 14 de març de 2021 i el rodatge va començar el febrer de 2022.
La sèrie es va filmar principalment a la zona rural al voltant d'Strangford Lough, a l'est d'Irlanda del Nord.

## Argument
Quan un antic membre de l'IRA és segrestat, el Detectiu Inspector en Cap Tom Brannick es veu obligat a enfrontar-se a la investigació d'un assassí que el persegueix des del passat i que tingué lloc durant el Procés de pau. El cas es va complicant quan apareixen altres personatges que han anat investigant pel seu compte.

## Repartiment
- James Nesbitt com a Tom Brannick, Detectiu Inspector en Cap.
- Lorcan Cranitch com a Jackie Twomey, Detectiu Superintendent en Cap.
- Charlene McKenna com a Niamh McGovern, Detectiu Sargent.
- Chris Walley com el Detectiu Billy “Birdy” Bird
- Michael Smiley com a Justin “Dinger” Bell, patòleg de la policia.
- Susan Lynch com a Heather Pentland, Detectiu Inspectora en Cap.
- Ian McElhinney com a Adam Corry
- Lola Petticrew com a Izzy Brannick, filla del DCI Tom Brannick.
- Lisa Dwan com a Tori Matthews
- Peter Ballance com a Patrick Keenan, antic membre de l'IRA.
- Kathy Kiera Clarke com a Claire Keenan
- Cara Kelly com a Siobhan Harkin
- Caolan Byrne com a Ben McFarland
- Valerie Lilley com a Linda Corry
- Victoria Smurfit com a Olivia

## Episodis
| Núm. d'història | Episodi | Títol            | Direcció    | Guió          | Data d'estrena al Regne Unit |  |
| --------------- | ------- | ---------------- | ----------- | ------------- | ---------------------------- |  |
| 1               | 1       | "The Kidnapping" | Pete Travis | Chris Brandon | 21 de febrer de 2021         |  |
|                 |         |                  |             |               |                              |  |
| 2               | 2       | "The Island"     | Pete Travis | Chris Brandon | 28 de febrer de 2021         |  |
|                 |         |                  |             |               |                              |  |
| 3               | 3       | "The Manhunt"    | Pete Travis | Chris Brandon | 7 de març de 2021            |  |
|                 |         |                  |             |               |                              |  |
| 4               | 4       | "Goliath"        | Pete Travis | Chris Brandon | 14 de març de 2021           |  |
|                 |         |                  |             |               |                              |  |

### Premis i nominacions
| Any  | Categoria                            | Premi                    | Nominació     | Resultat |
| ---- | ------------------------------------ | ------------------------ | ------------- | -------- |
| 2021 | Millor actor protagonista - Drama    | IFTA Film & Drama Awards | James Nesbitt | Nominat  |
| 2022 | Millor actor de sèrie - Drama/Gènere | Premis Satellite         | James Nesbitt | Nominat  |